# Terroir

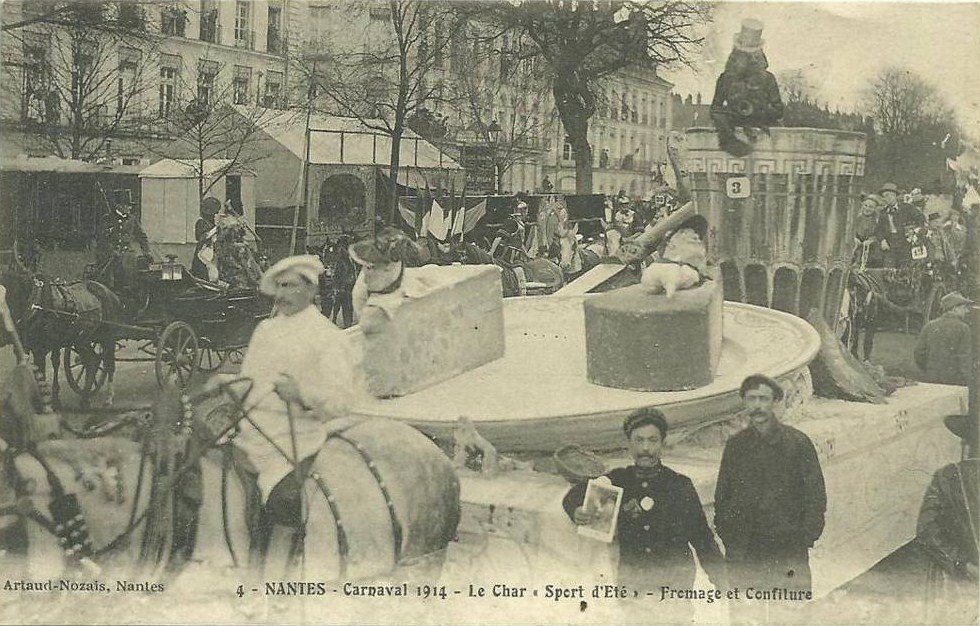
Fromages et confitures du terroir nantais, présentés sur un char lors du carnaval de 1914.

La notion patrimoniale de terroir désigne un espace biogéographique et parfois une région naturelle, considérée comme homogène en termes de ressources naturelles ou semi-naturelles et culturelles ; en termes de caractéristiques édaphiques (c'est-à-dire de conditions de sol et sous-sol et de climat local) et écopaysagère ; et en termes de traditions agricoles et de productions agricole, qui résultent d'adaptation à ces conditions locales, notamment — mais pas uniquement —, par la spécialisation agricole de ce territoire (culture, élevage). C'est une construction socio-environnementale, héritage de siècles ou millénaires d'interactions loco-régionales entre une communauté humaine aux traits culturels, savoirs et pratiques distinctifs, et le milieu naturel, y compris géologique (par exemple, le jus de raisin et le vin de Chablis doivent leur typicité aux marnes grises et bancs de calcaire riches en fossiles d'Exogyra virgula, une petites huître qui filtrait l'eau de la mer durant le kimméridgien [-150 millions d’années environ]).
Le mot « terroir » semble ne pas avoir d’équivalent dans les autres langues européennes, anglo-saxonnes notamment, et se confond alors souvent avec la notion de territoire,,.
Cette notion semble plus ou moins prisée selon les époques, et se traduit depuis plusieurs années par une valorisation culturelle et économique par la notion d'indication géographique,, aujourd'hui gravement mises en péril par le dérèglement climatique.

## Éléments de définition

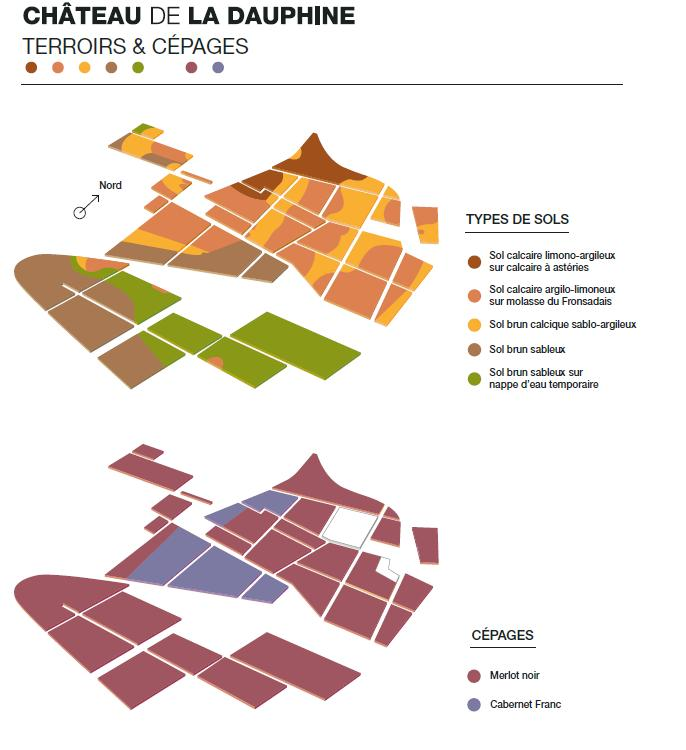
La propriété du Château La Dauphine s'étend sur 53 hectares. Des terroirs divers et variés le constituent.

En Europe, et du point de vue historico-géographique, les terroirs semblent souvent issus d'anciennes civitas gauloises et gallo-romaines, alors que les pays auraient plutôt les pagus romains comme origine ; eux-mêmes étant déterminés par l'aire d'influence des cités de peuples celtiques et gaulois partagées en clans. 
Ces entités ont spontanément été reprises par les établissements religieux lors de la période de christianisation, puis par les administrations qui se sont succédé. 
D'après l'historienne Claude Gauvard, le terme de terroir désigne au Moyen-âge l'ensemble des parcelles cultivées d'un village.
Les limites de ces territoires correspondent souvent à des frontières naturelles (exemple : cours d'eau, littoraux, changement de socle géologique).
Leur définition dépend étroitement des caractères de la civilisation qui occupe les terres. Ainsi, dans un même espace, avec des potentialités et des contraintes physiques identiques, des sociétés humaines différentes sont susceptibles de développer des terroirs distincts. Ceux-ci résultent de l'exploitation sur une période longue, par une société humaine, d'une partie des potentialités d’un espace naturel ou d'agroécosystèmes.
Bien que de même origine étymologique, un territoire n’équivaut pas à un terroir. Le territoire regroupe généralement des terroirs différents, ce qui permet de varier ses ressources. Ainsi, les communautés villageoises cherchent à exploiter, à l’intérieur du même finage, des champs, des bois, des pâturages…
Le terroir serait donc un espace concret, tangible et cartographiable, à travers de multiples facteurs (géographiques : pédologie, géologie, géomorphologie, hydrologie, climatologie, microclimat, exposition, etc.). Mais il possède également une dimension culturelle qui reflète directement la société humaine qui l’exploite et son histoire. Ces trois aspects sont fréquemment retrouvés dans les usages littéraires et identitaires du terroir. Une autre de ses dimensions relève de la typicité du milieu et de ses productions agricoles.
L'association Terroirs & Cultures a travaillé en lien avec l'UNESCO à une « charte des terroirs », adoptée en 2005, et la FAO a produit deux rapports internationaux sur la question.
Plusieurs institutions ont proposé des définitions synthétiques : 

« un territoire présentant certains caractères qui le distinguent au point de vue agronomique de ses voisins »

— Lexique agraire de la commission de géographie rurale, 1968.

« Un terroir est un espace géographique délimité défini à partir d’une communauté humaine qui construit au cours de son histoire un ensemble de traits culturels distinctifs, de savoirs et de pratiques, fondés sur un système d’interactions entre le milieu naturel et les facteurs humains. Les savoir-faire mis en jeu révèlent une originalité, confèrent une typicité et permettent une reconnaissance pour les produits ou services originaires de cet espace et donc pour les hommes qui y vivent. Les terroirs sont des espaces vivants et innovants qui ne peuvent être assimilés à la seule tradition. »

— UNESCO, Charte Terroirs & Cultures, 2005.

« le terroir désigne aujourd'hui la combinaison entre milieu local et savoir-faire qui donnent ses spécificités à une production, en général alimentaire. »

— Geoconfluences, 2017.

## Terroir et Climat
Le terroir est généralement caractérisé par un ou plusieurs microclimats, globalement stables depuis des siècles ou quelques millénaires. Mais, il fait partie des éléments patrimoniaux vulnérables au dérèglement climatique. 
La viticulture est souvent citée comme exemple de culture de terroirs jugée particulièrement sensible à tout dérèglement climatique et microclimatique,. Au début des années 2020, les vendanges débutent 2 à 3 semaines plus tôt que 30 ans auparavant.
Par exemple, le pinot noir peine maintenant à produire des vins fins en Bourgogne et sera, au mieux, remplacé par d'autres cépages ; et de nombreux vins européens et français ont déjà perdu de leur typicité en raison de taux de sucres et d'alcool trop élevé. Déplacer des vignes vers le nord ou plus en altitude est certes encore possible, mais sans garantie de trouver des conditions hivernales propices à la vigne (plus au nord, des hivers manquant de neige et trop pluvieux peuvent nuire à la vigne) un substrat géologique équivalent et/ou adapté à la génétique de la sous-espèce de vigne, et donc avec un risque important de perte de typicité et de maladies pour la vigne. Faute d'avoir su limiter ses émissions de gaz à effet de serre assez tôt, l'humanité est confronté à l'une des pires des trajectoires des scenarii du GIEC (le ministère de l'environnement invite le pays à se préparer à devoir s'adapter à +4 °C en 2100 ; les vignes doivent être déplacées d'environ 1 000 km au-delà de leur limite traditionnelle d’ici à 2100). Le GIEC a estimé que des vins semblables au champagne pourraient être produits en Norvège d’ici à 2100.
Selon une étude de l’association Conséquences, « les qualités si particulières de ces produits [ayant une indication de type AOC, IGP, etc] peuvent être remises en cause », et ces produits « peuvent subir des baisses de rendements considérables ».

## Produits du terroir

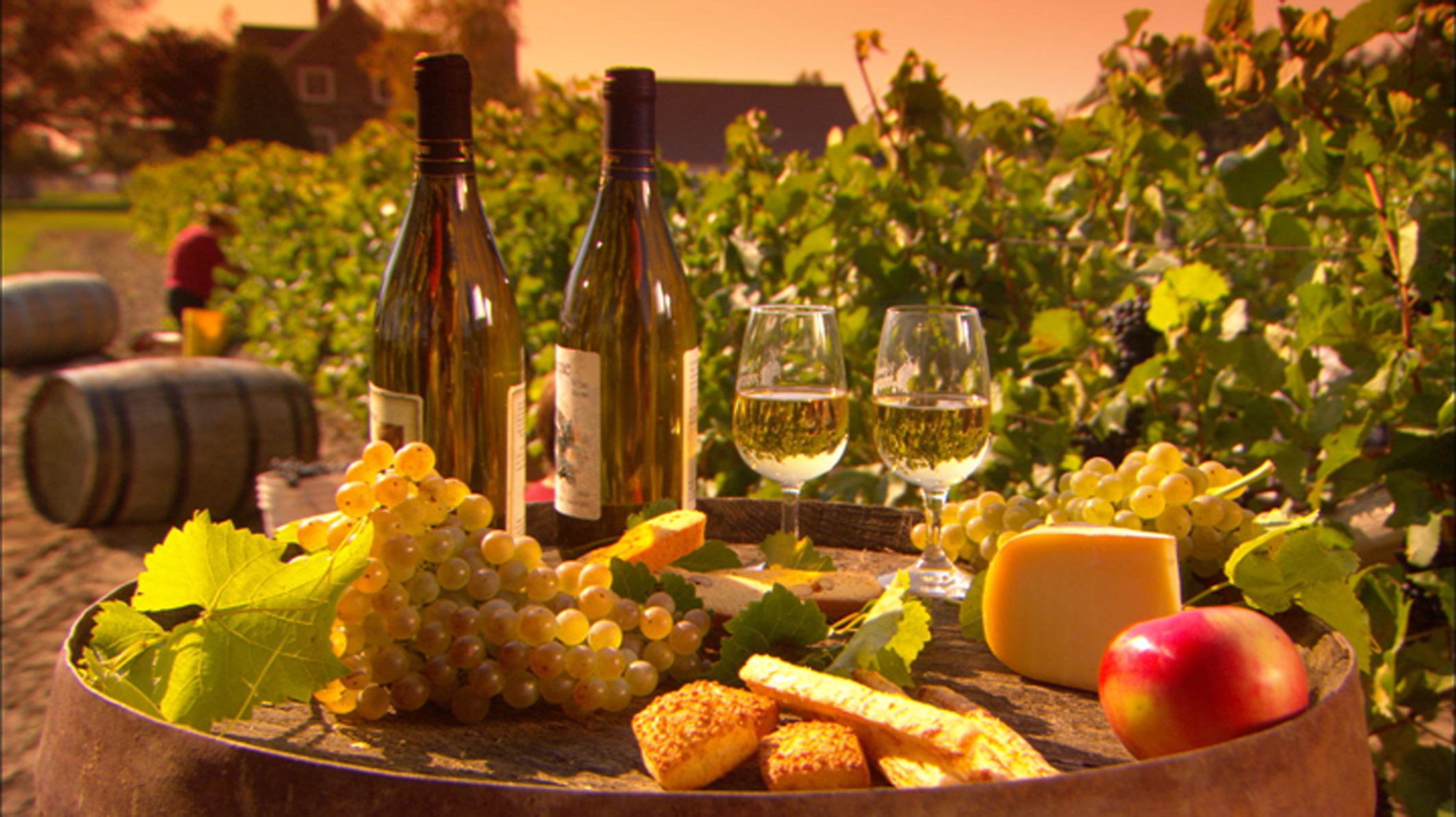
Produits de terroir sur la route des vins de la Montérégie.

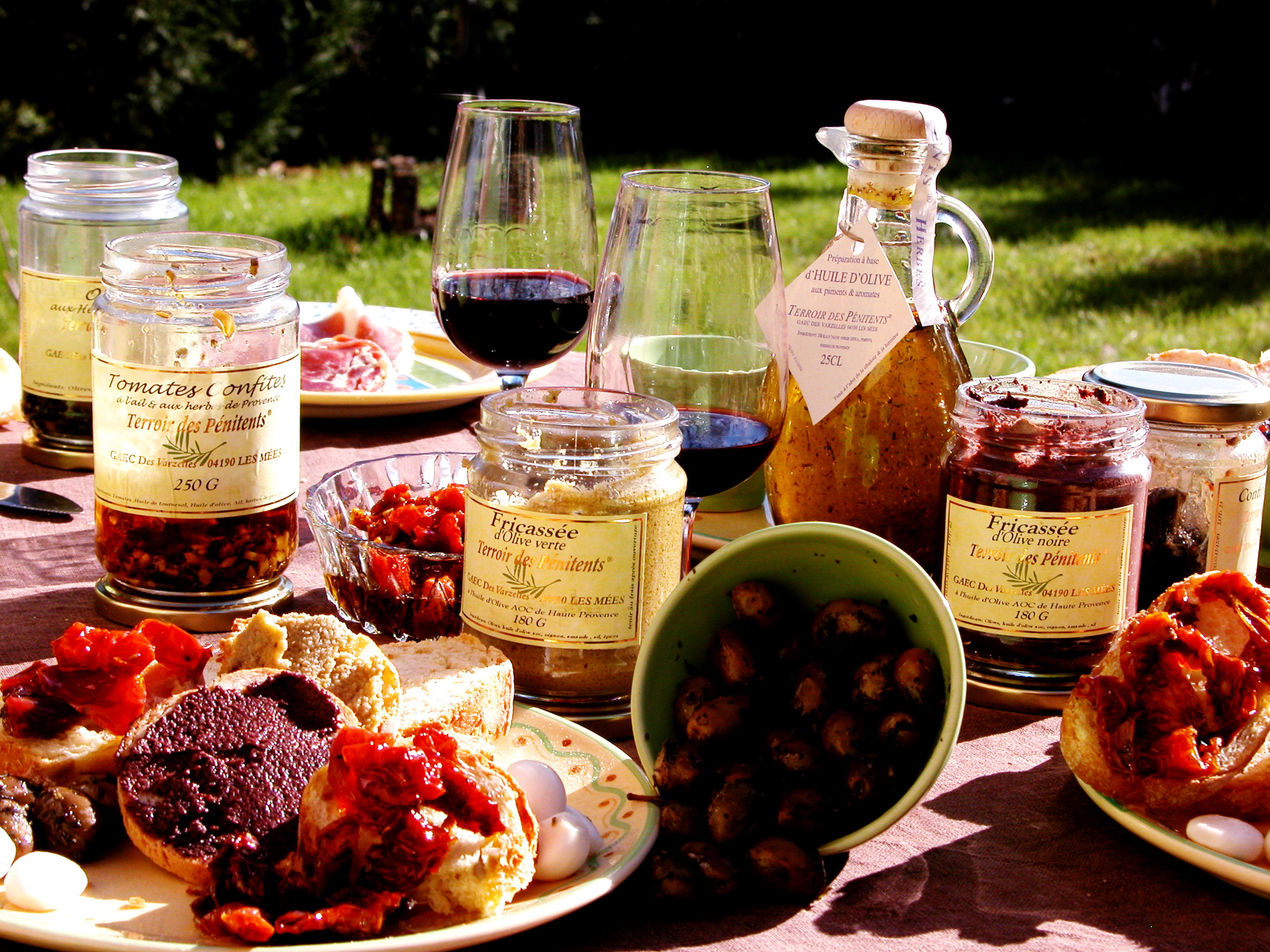
Produits du terroir des Alpes-de-Haute-Provence.

Un produit du terroir est une production agricole, transformée ou pas, liée agronomiquement et climatiquement à un pays et au savoir-faire et usages de sa population pour le cultiver ou l'élever (truffe du Périgord, sel de Guérande, etc.) et, éventuellement, pour le transformer (fromage fermier salers, vin de Bourgogne). S'il y a transformation par un agriculteur, cela reste un produit agricole (produit fermier) mais aussi classé plus largement dans les spécialités culinaires de ce terroir.
Dans un cadre commercial, quelques appellations d'origines de produits agricoles vivriers transformés ou non sont préservées via une AOP. Les agriculteurs producteurs fermiers originels mais aussi, aujourd'hui, les coopératives agricoles, les artisans transformateurs et les industriels transformateurs doivent suivre pour cela un cahier des charges lié à ce label administratif. Ce document est rédigé par ceux-ci en prenant en compte des critères historiques d'obtention. Il devra être validé par l'organisme certificateur (l'INAO en France par exemple) pour bénéficier des diverses mesures de protection de l'appellation.
Le concept de terroir au sens large est utilisé dans de nombreux pays y compris parfois jusqu'aux États-Unis, et les produits du terroir eux-mêmes sont mis de l'avant par un nombre grandissant de pays allant du Maroc à la Tunisie au Cameroun, au Québec, en passant par plusieurs pays d'Europe. Ce ne sont pas tous les produits du terroir qui bénéficient d'une appellation d'origine. Cependant dans la plupart des cas, une distinction semble être faite entre produits régionaux, qui eux sont faits en une région donnée sans être nécessairement uniques, et produits du terroir véritables, qui eux reflètent une ou des caractéristiques uniques d'un terroir donné.
La notion de terroir semble être redevenue à la mode comme objet économique,, facteur d'attractivité en milieu rural dans certains cas et/ou facteur stratégique, et parfois très concurrentiel pour la vente de produits agricoles ou typiques de ces territoires, (qui sont à ce titre parfois protégés par des appellations contrôlées),, y compris pour de petites entreprises qui peuvent ainsi se démarquer et donner une valeur ajoutée à leurs produits.
Un exemple de terroir validé scientifiquement se trouve dans les fromages alpins d'Europe, comme la Fontina. Les profils de saveur et d'arôme de ces fromages sont directement influencés par la végétation spécifique pâturée par le bétail. Par exemple, lorsque les vaches se nourrissent dans des pâturages riches en trèfle alpin (Trifolium alpinum), les composés organiques volatils et les acides gras uniques de la plante sont transférés au lait. Ces composés agissent comme des biomarqueurs chimiques dans le fromage final, créant un goût et un arôme distincts qui peuvent être retracés jusqu'aux prairies de haute altitude spécifiques où les vaches ont pâturé. Cela fournit une preuve empirique du lien entre la flore locale, l'animal et les caractéristiques sensorielles du produit final.,,

## Terroirs viticoles

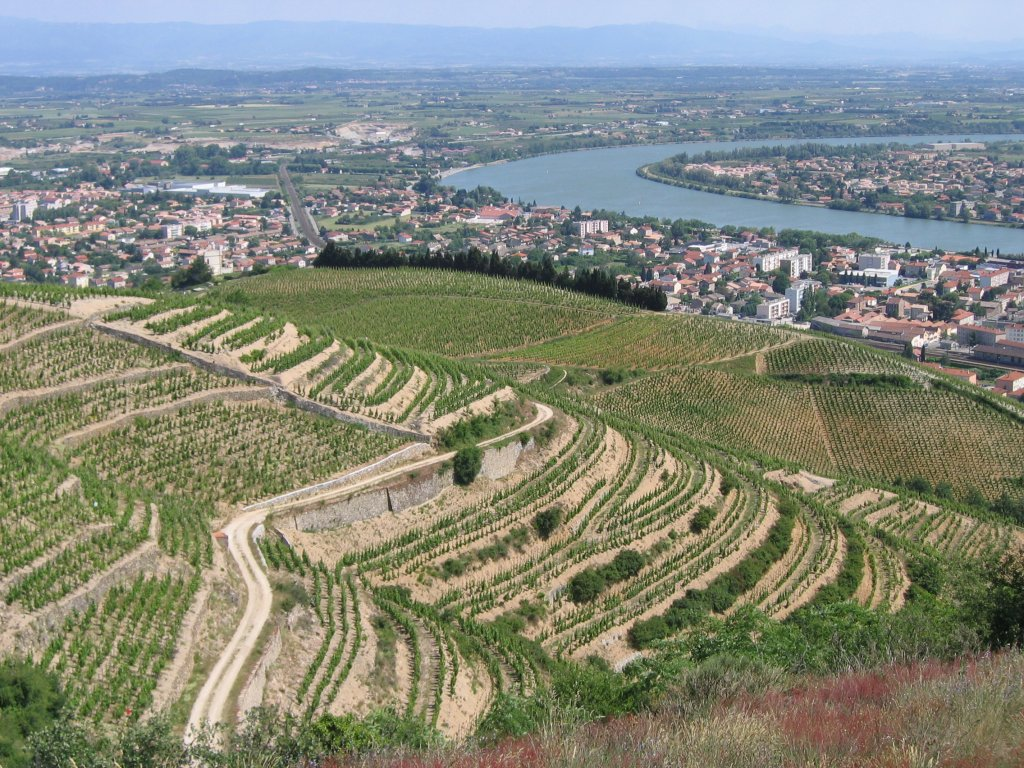
Vignes à Tain-l'Hermitage surplombant le Rhône.

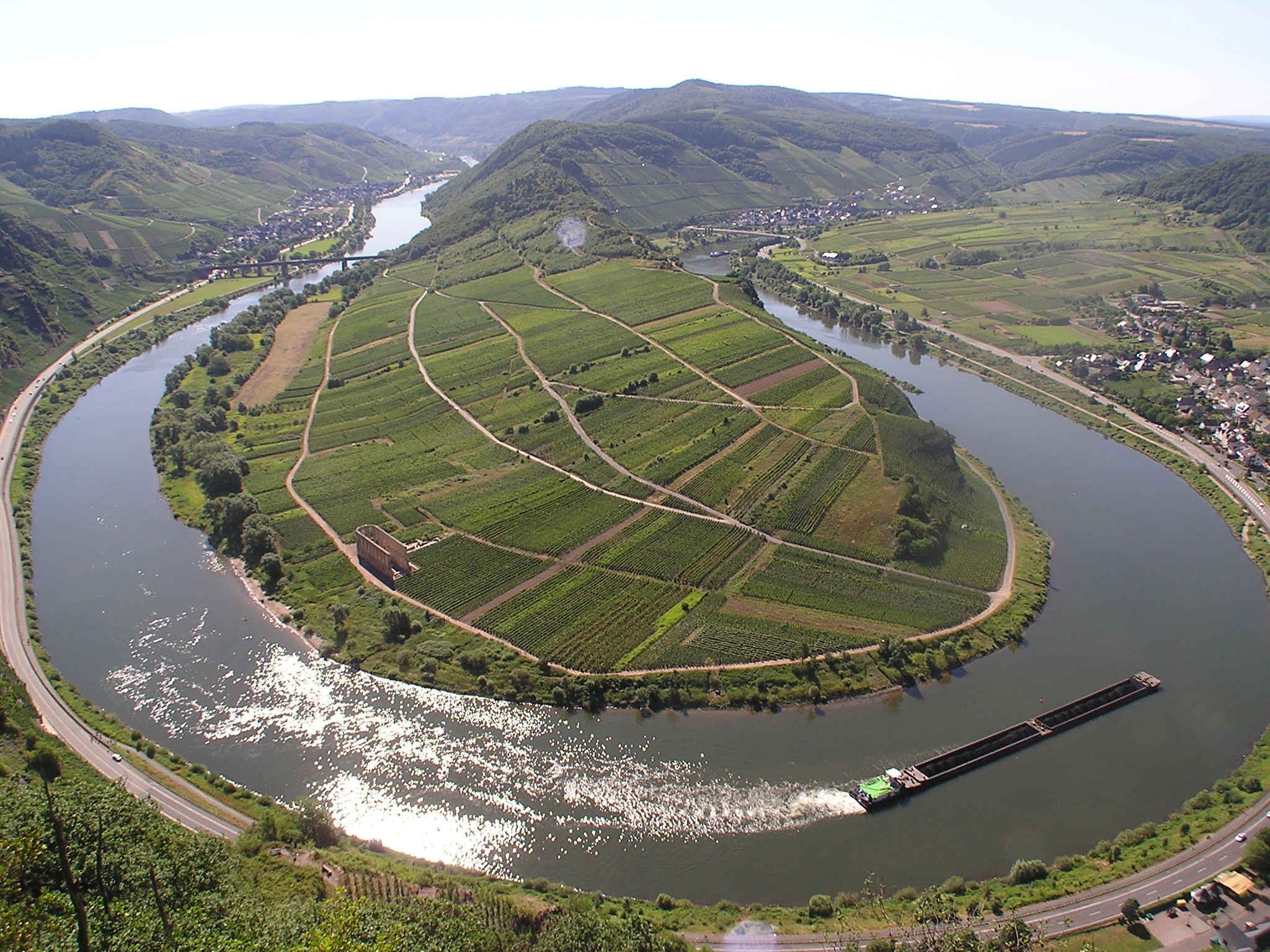
Vignoble de Stuben, dans un méandre de la Moselle.

La précision de la définition d’un terroir dépend de l’acuité avec laquelle les hommes perçoivent et maîtrisent les facteurs qui affectent la ressource exploitée.
Des cas extrêmes sont atteints sur les terres viticoles, où la notion est parfois appliquée à l'échelle de la parcelle, là où la qualité du vin est réputée affectée par des conditions micro-locales (sol, microclimat).

## Gestion de terroir
Le terroir résultant pour partie d'actions humaines, il peut être nécessaire de le gérer pour en conserver les caractéristiques non-naturelles qui en font sa typicité. L'agronome est l'un des acteurs clés de la définition ou de l'évaluation d'un terroir agricole.
Du fait de l'interaction entre terroir et paysage et des cahiers des charges excluant de nombreuses pratiques délétères pour l'environnement, le terroir connaît récemment un regain d'intérêt pour ses potentielles vertus écologiques, et notamment dans le cadre de la préservation de la diversité bioculturelle. 

## Terroirs et politique
Depuis les années 2010, l'extrême-droite française a tenté de s'approprier la notion de terroir, par un usage récurrent de ce terme et une réécriture de son contenu. Ainsi, Jean-Marie Le Pen s'exprimait en 2013 dans La Revue du Vin de France : « Les vignerons sont plus proches du terroir, d'une conception charnelle de la nation, de la patrie, plus attachés aux sols, aux paysages. Leurs exploitations sont transmises par héritage, dans le sens de la lignée, d'une tradition. Et dans patrimoine, il y a patrie ». Pourtant, le terroir est un échelon très local dont on voit mal ce qu'il aurait à voir avec l'idée bien plus vaste de nation ou de patrie, et la transmission s'y fait plus par passion que par lignée héréditaire, même si les deux ne sont pas incompatibles. Le terme a ensuite été réutilisé par d'autres figures de l'extrême-droite comme Patrick Buisson, puis surtout Marine Le Pen, qui avait titré une partie de son programme présidentiel de 2021 « Agriculture et terroirs », dans lequel elle s'érigeait en défenseuse de la petite paysannerie - même si la presse d'opposition fait remarquer que tous ses votes, avant comme après ces déclarations, aussi bien à l'Assemblée Nationale qu'au parlement Européen, ont toujours été en faveur de l'agriculture industrielle, et contre les intérêts des petits producteurs plus traditionnels. Cette stratégie se place dans l'héritage d'auteurs de l'Action Française du début du XXe siècle comme Maurice Barrès et Charles Maurras, chantres des « petites patries » : toutefois ceux-ci ne valorisaient pas particulièrement les terroirs, mais plutôt les anciennes provinces, féodales et ecclésiastiques, et leur nationalisme virulent primait largement sur leur considération des échelons inférieurs. De même, les historiens ont largement montré que le ruralisme superficiel de l'Allemagne nazie comme du gouvernement de Vichy n'avaient jamais réellement profité à la ruralité. 
Plus récemment, la dimension éminemment locale de la notion de terroir a attiré des penseurs d'une politique locale décentralisée, et notamment l'essayiste Samuel Grzybowski, auteur en 2024 d'un ouvrage titré Les terroirs et la gauche : un amour méconnu, qui dresse notamment l'historique des luttes sociales à l'échelle du terroir. En tant qu'unité bioculturelle, le terroir a également attiré l'intérêt de l'anthropologie, jusqu'à devenir un concept majeur de revues scientifiques comme Antropology of food. La question de l'adaptation des productions aux conditions locales lui confère également un grand potentiel écologique.

## Dans les arts et la culture
La notion de terroir est au cœur de la culture française, et pas seulement gastronomique. Elle a également pu servir d'étendard au XXe siècle contre l'uniformisation agricole et la standardisation de l'alimentation industrielle venues d'Amérique : cette opposition a fait le sujet de nombreux films, comme L'Aile ou la cuisse de Claude Zidi avec Louis de Funès, dans lequel le protagoniste identifie le terroir d'un vin sur ses seules caractéristiques visuelles.